# Vivetta Yagodina
Vivetta Yagodina –en ruso, Виветта Ягодина– fue una deportista soviética que compitió en esgrima, especialista en la modalidad de florete. Ganó una medalla de oro en el Campeonato Mundial de Esgrima de 1956 en la prueba por equipos.

## Palmarés internacional
| Campeonato Mundial | Campeonato Mundial    | Campeonato Mundial | Campeonato Mundial  |
| Año                | Lugar                 | Medalla            | Prueba              |
| ------------------ | --------------------- | ------------------ | ------------------- |
| 1956               | Londres (Reino Unido) | Medalla de oro     | Florete por equipos |